# Decapitatus
Decapitatus es un género de hongos de la familia Mycenaceae. El género, un anamorfo de Mycena, es monotípico, conteniendo la sola especie Decapitatus flavidus.